# Iaccio dei Montoni
Iaccio dei Montoni è un rilievo dei Monti della Duchessa che si trova nel Lazio, nella provincia di Rieti, nel comune di Borgorose.